# コンナの戦い
コンナの戦い（コンナのたたかい）は、2013年1月10日から1月18日にかけてマリ共和国のモプティ州モプティ圏コンナで、マリ軍とフランス軍の連合軍と過激派イスラム武装勢力（主に西アフリカのタウヒードと聖戦運動）との間で発生した戦闘である。
イスラム武装勢力による急襲はフランス軍のセルヴァル作戦発動を誘発させ、北部マリ紛争でフランスの本格的な軍事介入が始まるきっかけとなり、作戦参加フランス軍部隊による初の地上戦となる。

## 経過
2013年1月10日、イスラム武装勢力はマリ国土の中央を縦断する国道15号線上にある中部マリの要衝コンナを占領する。この日、コンナでは木曜市場が開かれ各地からの往来が頻繁にあった。過激派戦闘員は公共バスの乗客に偽装し、コンナ＝ガオ道（国道15号）上にあった軍の検問所を通過し市内に浸透し戦闘が開始される。この後、バスはコンナ周辺の検問所で止められ、兵士が車内検索を始めたところ過激派戦闘員が銃撃しマリ軍兵士を殺害した。重武装の過激派戦闘員はバスから勢いよく下車し、さらに後続に多数のピックアップトラックやジープの車列が到着し、市内全域で扇状に展開し検問所を破壊した。数時間の激戦後マリ軍は撤退し、町は反乱軍に占領され、いくつかの重火器や装甲車が遺棄された。戦闘後、1,200人のイスラム過激派戦闘員達は南西20km先にあるモプティへ向けて進撃の構えを見せた。同市はマリ軍守備隊が駐屯する拠点であった。フランスはこれが南への進軍の兆候とみなし、マリ政府の支援をするため軍事介入を決意し、コンナ奪還に向けて反撃を開始する。
1月11日、フランス軍の特殊部隊支援用ガゼル戦闘ヘリコプター（第4特殊部隊ヘリコプター連隊所属機）がイスラム過激派を攻撃しモプティへ進撃を阻止した。チャド国内にある基地からはミラージュ2000D戦闘機4機が空爆のために出撃、12個の目標は11日夜から12日未明にかけてミラージュ戦闘機に爆撃された。フランス統合参謀総長エドゥアール・ギヨー海軍大将は、イスラム過激派戦闘員達はコンナの北数km程度まで撤退したと伝えた。報道によればフランスの基地から出撃したとされるラファール戦闘機による空爆で、武装勢力のピックアップトラック6台程度を破壊し、武装勢力指揮所も破壊した。フランス軍のヘリコプター1機は作戦飛行中、対空砲火によって撃墜されパイロット1人が戦死した。マリ国防省筋の情報によれば、マリ軍はフランス軍の支援の下で同日夜にコンナの中心街を制圧したと伝える。
マリ軍はコンナを完全に統制下におき、市内には100人以上のイスラム過激派が死亡したと発表した。AFP通信に証言したある住民によれば、イスラム過激派が46人の死亡を数え、負傷者数十人がいると語った。フランスはガゼル攻撃ヘリコプターの空爆によって反乱軍の車両4台を破壊し、過激派戦闘員を退却させたと述べ、マリ軍将兵の証言では空爆によりほぼ30台の車両が破壊され、100人以上が殺害されたと述べている。また、戦闘の最中に民間人約10人が死亡したと伝える。この犠牲者の中には避難するため川を泳いで渡ろうとして溺死した子供3人も含んでいる。西アフリカのタウヒードと聖戦運動の本部が置かれてるガオの住民によれば、市内の病院には多数の死傷者が収容されており、負傷した過激派戦闘員達は報復を恐れ身元確認をしないように求めている。コンナの戦いで負傷した71人はモプティの病院に搬送された。コンナ周辺の地元住民によれば、周辺で計148体の遺体を数えた。この戦いで、アンサール・アッ＝ディーンの有力指導者であるアブデル・コジャク・クリムが死亡したとされる。
マリ軍の中尉は、周辺での掃討作戦を実行し制圧を進めていると伝え、フランス軍特殊部隊の存在も確認された。アナリストによると、フランス軍は今後の作戦遂行のために必要なセヴァレ軍用飛行場 / モプティ空港（Sevare military airport）の重要性のため、計画を前倒しして作戦が強行された、と分析した。
しかし、1月15日の発表にもかかわらず、フランス国防大臣はまだマリ軍がコンナを制圧していない事を確認したと述べる。
1月18日、マリ軍は再びコンナを完全制圧したと主張する声明を発表する。この主張はコンナの住民によって確認される。
住民によれば、数人のイスラム過激派戦闘員の捕虜や一部の容疑者がセヴァレの軍駐屯地で、マリ軍兵士によって即決処刑されたとされ、コンナの負傷者も含め、一部の目撃者によれば25から30人が集団墓地に呼び出された。